# Fort Harker (Kansas)
Fort Harker, va ser una instal·lació militar dels Estats Units situada a Kanopolis, Kansas, va estar en actiu des del 17 de novembre de 1866 al 5 d'octubre de 1872. Rep el nom pel General Charles Garrison Harker, mort en acció a la batalla de Kennesaw Mountain durant la Guerra civil estatunidenca. Fort Harker va substituir Fort Ellsworth, situat a 1,6 km del mateix lloc. Fort Harker era una de les instal·lacions militars més importants a l'oest del riu Missouri.

## Campanyes en les guerres contra els amerindis
Les tropes de Fort Harker van estar implicades en les guerres contra els amerindis entre la United States Army i els natius de la regió de les Great Plains.

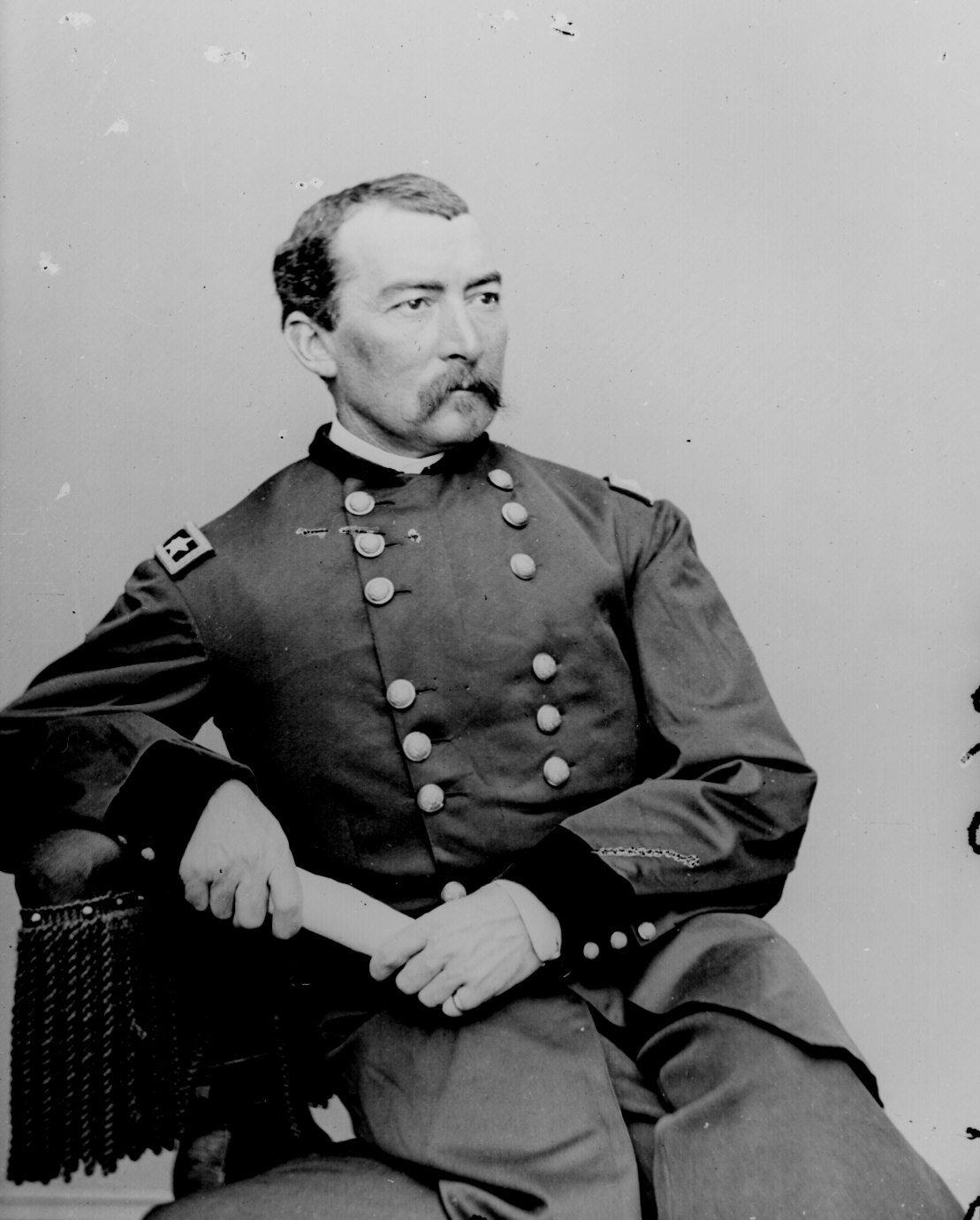
General Philip Henry Sheridan.

A la tardor de l'any 1868, el General Philip Henry Sheridan traslladà el seu quarter general des de Fort Leavenworth a Fort Harker, des d'on va comandar les campanyes contre els natius americans a l'hivern de 1868/1869. El 25 d'agost de 1869, el Coronel Joseph G. Tilford va ser enviat a Fort Harker, on comandà dues tropes del General George Armstrong Custer del Regiment del 7è de Cavalleria.

## Tancament
Cap a 1871, Fort Harker havia anat perdent importància en les guerres índies. Els amerindis de la zona van ser desplaçats i l'escena dels conflictes es va situar més cap a l'oest. L'arribada del ferrocarril també va fer disminuir la importància d'aquesta fortificació. El març de 1872, el 15è Regiment d'Infanteria va ser traslladat a Fort Union. El 5 d'abril se'n va anar també la resta del 5è d'Infanteria i el 8 d'abril ho va fer el 5è de Cavalleria. Aquesta base va ser completament abandonada el 5 d'octubre de 1872.
Actualment a aquest lloc hi ha el Museu Fort Harker.